# Bakota (Ukraine)
Koordinaten: 48° 35′ 35″ N, 26° 58′ 44″ O
Bakota (ukrainisch Бакота) ist ein abgegangenes Dorf in der Nähe von Kamjanez-Podilskyj in der Oblast Chmelnyzkyj, Ukraine. Das Dorf lag 55 km südöstlich von Kamjanez-Podilskyj am Dnister.

## Geschichte und Sagen
Archäologische Ausgrabungen haben gezeigt, dass sich an den Ufern des Flusses Dnister viele heidnische Heiligtümer und Grabhügel mit Frauengräbern befanden. Das deutet auf eine Besiedlung dieser Gebiete seit prähistorischen Zeiten hin. Es gibt auch eine Legende von Buddhas Fußabdruck auf einem Stein, der sich heute auf dem Grund des Flusses Smotrytsch befindet.
Bakota wird erstmals in den Chroniken von 1024 erwähnt. Im 13. Jahrhundert war Bakota eine große Stadt im Fürstentum Halytsch-Wolodymyr und ein politisches und administratives Zentrum des Unteren Dnister. Im 12. Jahrhundert besaß Bakota eine Fläche von etwa 10 Hektar und eine Bevölkerung von etwa 2500 Personen.
Die erste Erwähnung des Höhlenklosters erschien im Jahre 1362, wo es als „langjähriges“ bezeichnet wurde. Der Gründer des Klosters war Antonij, der auch Gründer des Kiewer Höhlenklosters war. Im Jahre 1255 übernahmen mongolische Tataren die Stadt. Mönche und Bewohner versteckten sich in dem Labyrinth des Höhlenklosters. Die Eindringlinge begruben die Menschen lebendig in ihrem Versteck. Im Jahre 1258 zerstörten die Tataren die Burg von Bakota.
1431 wurde Bakota zu einem neutralen Grenzgebiet als Folge eines Waffenstillstands zwischen dem Königreich Polen und Litauen. In diesem Jahr organisierten die Bewohner einen Aufstand, töteten den Landesherren und erklärten ihre Unabhängigkeit. Nach drei Jahren wurden sie zum Ziel einer Strafexpedition der polnischen Armee. Die Häuser wurden niedergebrannt, das Schloss zerstört und die Bevölkerung flüchtete.
Nach 1918 wurde die Stadt zu einer Grenzstadt, entlang des Flusses wurde eine Mauer gebaut, da auf dem gegenüberliegenden Flussufer des Dnister rumänisches Territorium lag. Die Hungersnot von 1933 betraf Bakota nicht, aber das Kloster wurde geschlossen. Eine weitere Hungersnot nach dem Zweiten Weltkrieg dezimierte 1947 die Bevölkerung von Bakota beträchtlich, nur zwei Drittel der Einwohner überlebten. In den 1960er Jahren wurden auch die Gottesdienste in der Klosterkirche beendet. Die Ikonen, Kreuze und Bücher wurden zusammen mit der Kirche zerstört.

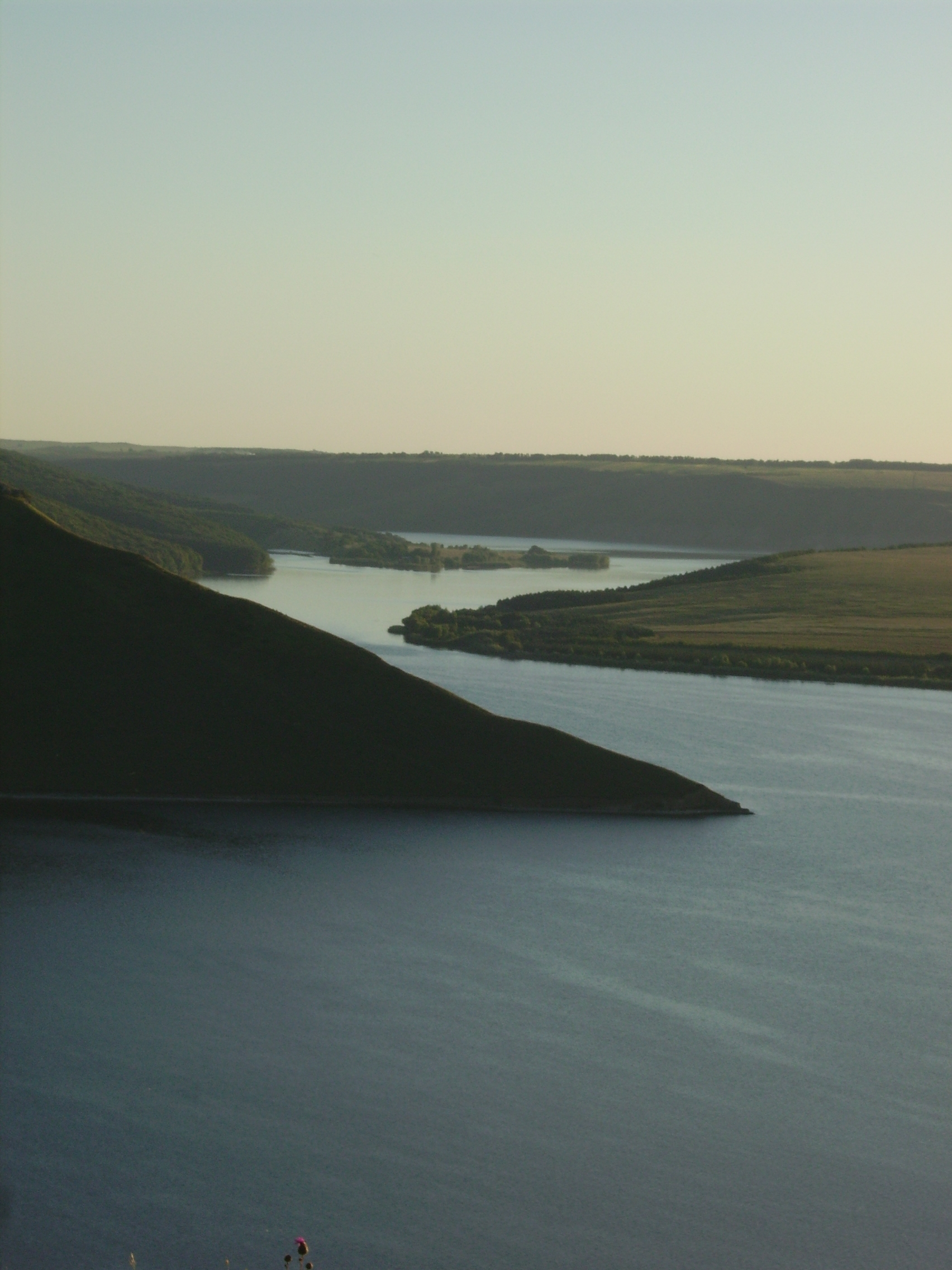
Der Dnister in Bakota, Ukraine
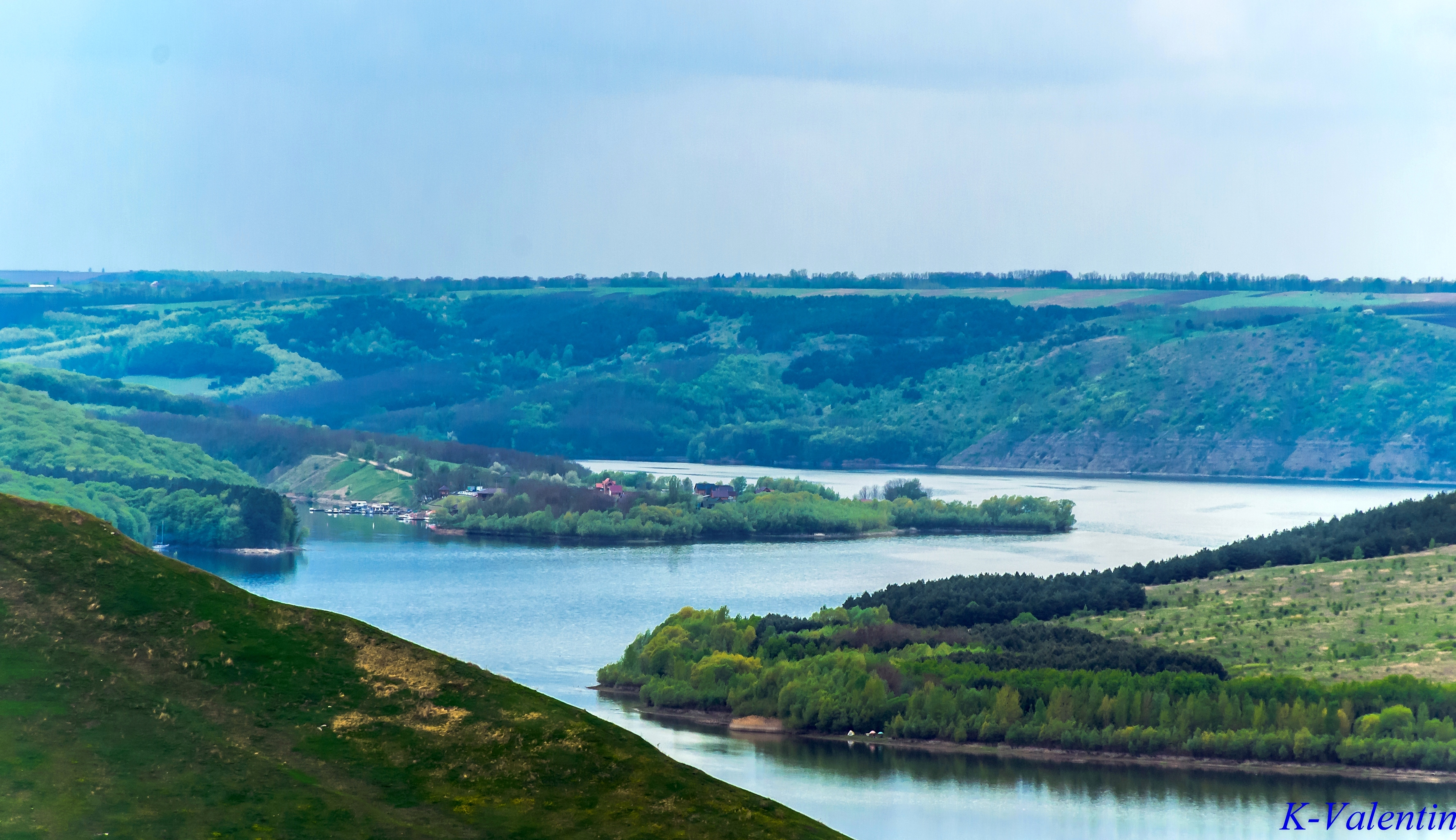
Der Dnister in der Nähe des Dorfes Ţipova, Region Rezina, Moldawien
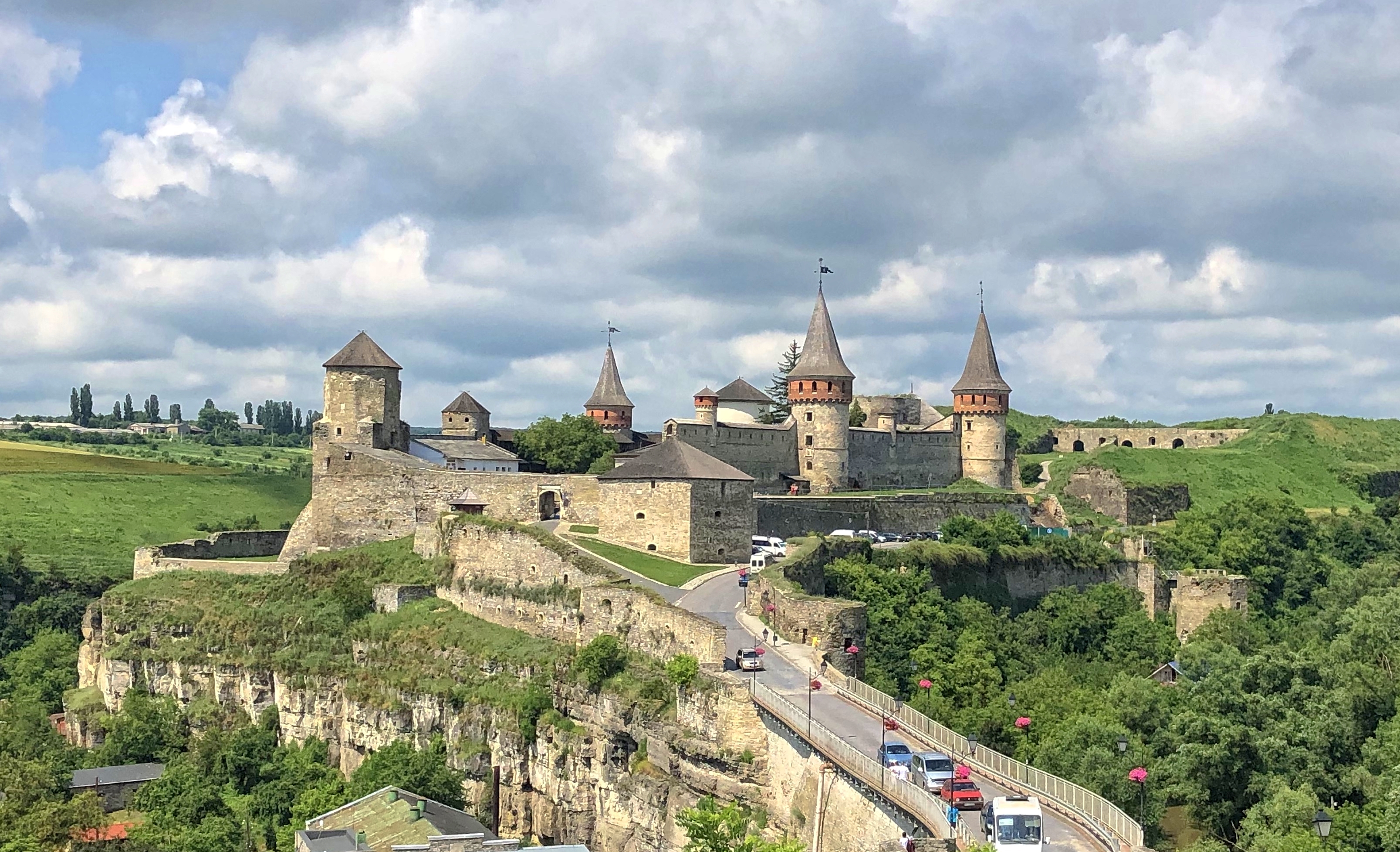
Kamjanez-Podilskyj, Ukraine
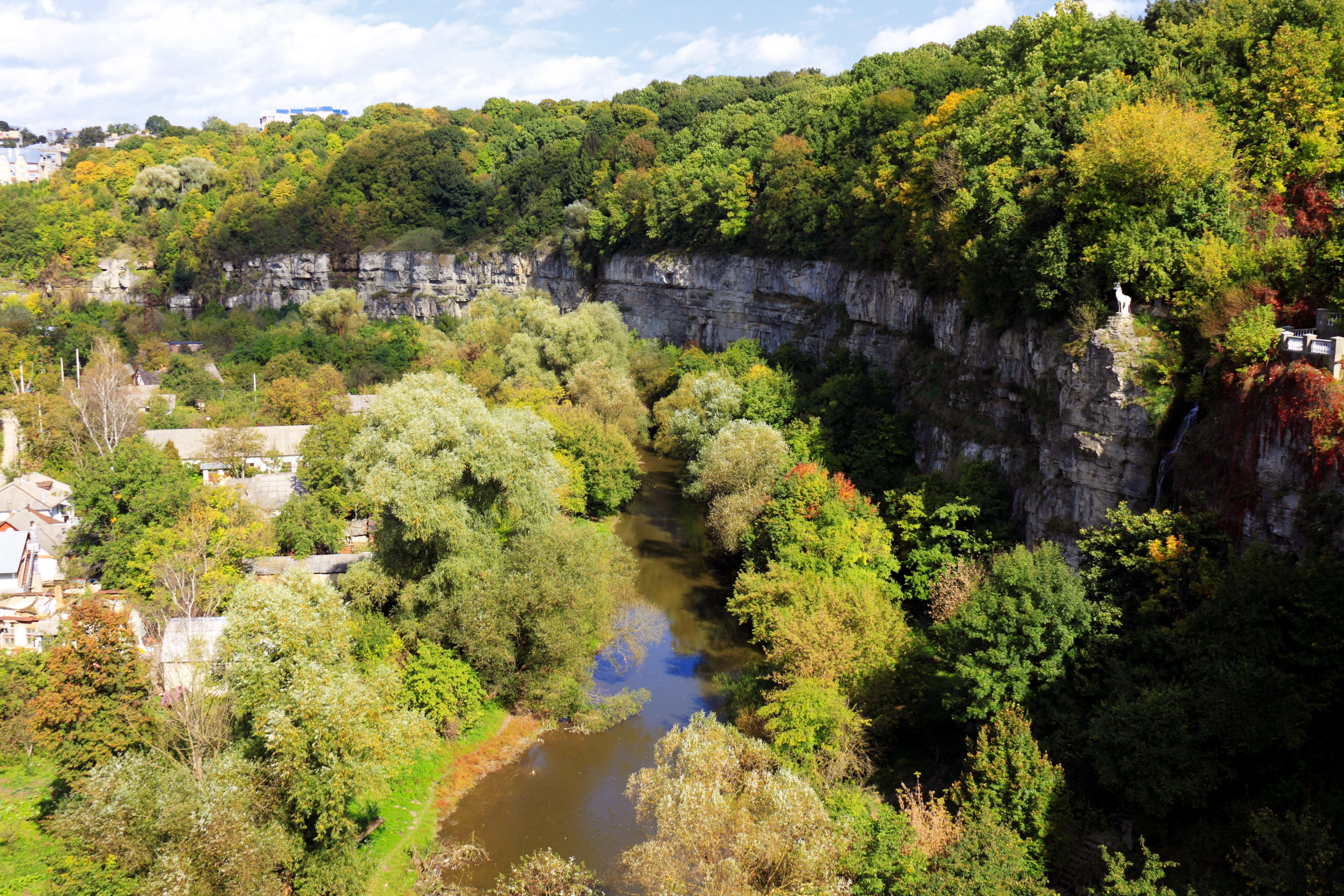
Der Fluss Smotritsch, Ukraine

## Persönlichkeiten
- Faina Grigorjewna Melnik (1945–2016), sowjetisch-ukrainische Diskuswerferin